# 천치타이
천치타이(중국어 정체자: 陳啟泰, 병음: Chén Qîtài, 한자음: 진계태, Kenneth Chan, 1964년 7월 16일 ~ )는 홍콩의 배우, 가수, 진행자이다.